# Теория реального конфликта
Теория реального конфликта (англ. Realistic conflict theory) — модель межгруппового конфликта в социальной психологии, разработанная американским психологом и социологом Дональдом Кэмпбеллом. Теория утверждает, что всякий раз, когда две или более группы нуждаются в одних и тех же ограниченных ресурсах, конфликт между ними неизбежен. Причина межгрупповых столкновений заключается в конфликте их интересов в условиях конкуренции за ограниченные ресурсы, при этом для начала конфликта достаточно, чтобы одна сторона считала другую соперником.
Группы могут конкурировать за материальные (территорию, пищу, недра) и нематериальные (авторитет, социальный статус) ресурсы в будущем, настоящем и прошедшем времени (например, борьба под лозунгом возвращения земель, отнятых у предков). При этом члены выигравшей стороны получают одинаковое вознаграждение, объём которого не зависит от их вклада в победу.
Враждебность может возникать в ситуации, когда группы рассматривают конкуренцию за ресурсы как игру с нулевой суммой, в которой побеждает только одна группа (получает необходимые ресурсы), а другая теряет (не может получить ограниченный ресурс). Продолжительность и степень конфликта основаны на воспринимаемой ценности и нехватке данного ресурса. Согласно теории реального конфликта, положительные отношения между группами могут быть восстановлены только в том случае, если они ставят перед собой более высокие цели.

## Развитие теории
Впервые теория была изложена Дональдом Кэмпбеллом, однако её суть была сформулирована ещё в середине 20-го века. В 1960-х годах среди социальных психологов наблюдалась склонность к объяснению человеческого поведения гедонистическими мотивами. Дональд Кэмпбелл критиковал психологов, таких как Джон Тибо, Гарольд Келли и Джордж Хоманс, которые придерживались мнения, что пища, секс и предотвращение боли — главные мотивы действий человека. По словам Кэмпбелла, гедонистические предположения недостаточно адекватно объясняют межгрупповые отношения. Кэмпбелл считал, что эти теоретики социального обмена упрощают поведение людей, сравнивая межличностное взаимодействие с поведением животных. Подобно идеям Кэмпбелла, другие исследователи также начали поднимать проблему психологической обоснованности межгруппового поведения. Теоретики социального обмена игнорировали сущность социальной психологии и важность взаимодействия между группами: в отличие от предшествующих теорий, теория реального конфликта учитывает источники противоречий между группами, которые включают в себя несовместимые цели и конкуренцию за ограниченные ресурсы. Теория реальных конфликтов также упоминается как теория реального группового конфликта.

## Исследования

### Robbers Cave Experiment
Эксперимент социального психолога Музафера Шерифа, проведённый в 1954 году в лагере бой-скаутов в Государственном парке пещеры Роббера (Оклахома, США), является одним из наиболее популярных подтверждений теории реального конфликта. В эксперименте участвовали 22 мальчика одиннадцати-двенадцати лет. Все они были представителями средних слоёв белого населения, из полных семей и исповедовали протестантизм. До начала эксперимента мальчики не были знакомы друг с другом. Шериф поделил участников эксперимента в две группы, при этом группы не знали о существовании друг друга. В течение трёх недель исследователи под видом персонала лагеря наблюдали за отношениями между ними.
В лагере группы держались отдельно друг от друга. Членов каждой из групп поощряли к сплочению путем достижения общих целей, требующих совместной дискуссии, планирования и исполнения. На этом этапе группы не знали о существовании друг друга. Мальчики развивали привязанность к своим группам в течение первой недели пребывания в лагере, быстро устанавливали свою собственную культуру и групповые нормы, выбирали название группы.
По завершении первой недели эксперимент перешёл во вторую стадию — «стадию соревнований»: трение между группами должно было произойти в течение следующих 4-6 дней. На этом этапе предполагалось вовлечь две группы в соревнование друг с другом в условиях, которые бы создали между ними конфликтную ситуацию. Ряд соревновательных мероприятий (например, бейсбол, перетягивание каната и т. д.) были организованы с присуждением трофея на основе накопленного группового балла. Были также индивидуальные призы для победившей группы, такие как медаль и карманный нож, без утешительных призов, предоставляемых «проигравшим».
Реакция первой группы (The Rattlers) на предварительное объявление серии состязаний отличалась уверенностью в победе: весь день мальчики обсуждали конкурсы и приводили в порядок поле для игры в мяч, где и установили флаг своей группы. Некоторые мальчики начали думать о наказании, которое ждало членов другой команды (The Eagles) в случае, если они повредят их флаг.
В ходе этой стадии исследователи также создавали ситуации, в которых одна группа получала что-то за счёт лишения другой группы. Например, одна группа опоздала пикника, а другая группа в это время съела их пищу.
Сначала предвзятое мнение выражалось только в устной форме, например, мальчики дразнили и обзывали друг друга. По мере того как соревнование нарастало, угрозы приняли более конкретную форму. The Eagles сожгли флаг The Rattlers, на следующий день The Rattlers опрокинули кровати и украли вещи членов The Eagles. Группы стали настолько агрессивными друг с другом, что исследователям приходилось физически их разнимать.
В последующие два дня мальчиков попросили перечислить черты обеих групп: как правило, свою группу характеризовали в очень выгодных условиях, а другую — в неблагоприятных. Это исследование ясно показывает, что конфликт между группами может быть спровоцирован предрассудками и дискриминационным поведением.
Третьим и заключительным этапом был «этап интеграции». В этот период напряженность между группами была снижена благодаря задачам, требующим командной работы и межгруппового сотрудничества.

### Критическая оценка
События в лагере бой-скаутов были подобны конфликтам, которые случаются во всем мире. Простейшим объяснением конфликта является конкуренция. Существует много доказательств того, что, когда люди конкурируют за скудные ресурсы (например, рабочие места, земля и т. д.), между группами наблюдается рост враждебности. Например, во времена высокой безработицы среди белых людей могут проявляться высокие уровни расизма, они считают, что афроамериканцы (или беженцы) заняли их рабочие места.
Тем не менее, Robbers Cave Experiment подвергся критике по ряду вопросов. Например, две группы мальчиков в исследовании были созданы искусственно, как и соревнование, и не обязательно отражали реальную жизнь, поскольку мальчики среднего класса, случайно распределенные на две отдельные группы, не являются конкурирующими бандами внутри города или соперничающими футбольными болельщиками. Этические вопросы также должны быть рассмотрены. Участники были обмануты, так как они не знали истинной цели исследования. Кроме того, участники не были защищены от физического и психологического вреда.

## Применение

### Интеграция меньшинств
Теория реального конфликта предлагает объяснение негативного отношения к расовой интеграции и поощрению интеграции в общество представителей различных меньшинств. Это проиллюстрировано в данных, собранных в ходе исследования Michigan National Election Studies. Согласно опросу, большинство белых отрицательно относились к попыткам объединения учеников школ для белых и афроамериканцев путём внедрения школьных автобусов в 1970-х годах. В исследовании видно, насколько была распространена общая угроза, которую белое население видело в сближении с афроамериканцами. По результатам исследования можно сделать вывод, что негативное отношение к расовой интеграции было вызвано восприятием представителей другой расы как опасности для привычного образа жизни, ценностей и ресурсов, а не как признак расизма или предрассудков, навязанных в детстве.
Теория реального конфликта может также дать объяснение, почему конкуренция за ограниченные ресурсы в сообществах может представлять потенциальную угрозу для создания равных условий для представителей разных социальных групп в организации. В рабочей среде это отражается в предположении, что повышенная расовая гетерогенность среди сотрудников связана с неудовлетворенностью работой среди большинства членов организации. Поскольку организации закреплены в сообществах, к которым принадлежат их сотрудники, расовая составляющая сообщества сотрудников влияет на их отношение к представителям других рас, пола, национальности и т. д. По мере того, как расовая гетерогенность возрастает в сообществе, белые сотрудники меньше поддерживают идею равных возможностей для представителей расовых и других меньшинств. Теория реального конфликта дает объяснение этой модели, поскольку в сообществах смешанных рас, членов меньшинств считают конкурирующими за экономическую безопасность, власть и престиж с остальным большинством.
Также теория может объяснить дискриминацию в отношении различных этнических и расовых групп. Пример этого показан в межкультурных исследованиях, в которых установлено, что насилие между различными группами возрастает в связи с нехваткой ресурсов. Когда у группы есть представление о том, что ресурсы ограничены и доступны только для владения одной группой, это приводит к попыткам удалить источник конкуренции. Группы могут попытаться справиться с конкуренцией, увеличив возможности своей группы (улучшение навыков) или уменьшив близость к внешней группе (запрещая въезд иммигрантам).

### Конкуренция неравных групп
Реалистичная теория конфликта первоначально описывала только результаты конкуренции между двумя группами равного статуса. Профессор психологии Центра практических кросс-культурных исследований Университета Веллингтона Джон Дакитт предложил расширить теорию, включив в нее конкуренцию между группами неравного статуса. Чтобы продемонстрировать это, Дакитт создал схему типов реалистического конфликта с группами неравного статуса и их итоговую корреляцию с предрассудками.
Дакитт пришел к выводу, что существует как минимум два типа конфликтов, основанных на конкуренции групп. Первый — «соревнование с равной группой», его объясняет теория реального конфликта. Таким образом, групповая угроза, которая заставляет членов группы чувствовать враждебность по отношению к внешней группе, способна привести к конфликту, поскольку группа сосредоточена на приобретении ограниченного ресурса. Второй тип конфликта — «доминирование внешней группы по группе». Это происходит, когда одна из групп доминирует. Для подчиненных групп есть два сценария. Одним из них является устойчивое угнетение, в котором подчиненная группа перенимает отношение доминирующей группы к какой-то проблеме, а иногда и к более глубоким ценностям доминирующей группы, чтобы избежать дальнейших конфликтов. Второй вариант — неустойчивое угнетение. Это происходит, когда подчиненная группа отвергает навязанный более низкий статус и видит доминирующую группу как репрессивную. Затем доминирующая группа может рассматривать вызов подчиненных как оправданный или необоснованный. Если вызов считается неоправданным, доминирующая группа, скорее всего, ответит на восстание подчиненных с враждебностью. Если восстание подчиненных окажется оправданным, подчиненным дается право требовать изменения. Примером этого может служить окончательное признание движения за гражданские права в 1960-х годах в Соединенных Штатах.